# Carl Friedrich Goerdeler
Carl Friedrich Goerdeler (ur. 31 lipca 1884 w Pile, zm. 2 lutego 1945 w Berlinie) – konserwatywny polityk niemiecki.

## Życiorys
Ukończył studia prawnicze. W latach 1930–1937 był nadburmistrzem Lipska. Popadł w konflikt z nazistowskimi władzami i został zmuszony do oddania urzędu. Zaangażował się w działalność konspiracyjną przeciwko III Rzeszy.
Goerdeler żywił skrajną wrogość do ideologii komunistycznej i miał sympatie monarchistyczne. Będąc w opozycji do Adolfa Hitlera, tworzył plany pokojowe wysyłane rządowi brytyjskiemu, w których domagał się, aby granica polsko-niemiecka przebiegała co najmniej tak jak granica Cesarstwa Niemieckiego z Imperium Rosyjskim z 1914 roku, a najlepiej tak jak granica III Rzeszy z Generalnym Gubernatorstwem z 1940 roku. Opisując swe zamierzenia domagał się również utrzymania w granicach Niemiec: Austrii, Kraju Sudetów, Alzacji i Lotaryngii, Eupen i Malmedy, przyłączenia należącego do Włoch południowego Tyrolu oraz „utrzymania w rękach niemieckich przeznaczenia Polski”. Pisał: „Polska może uzyskać rekompensatę za Prusy Zachodnie i Poznań poprzez unię państwową z Litwą. Dzięki temu obydwu krajom pomoże się w uzyskaniu dostępu do morza.[...] Poza tym istnieje możliwość, by Polska dzięki portom niemieckim włączyła się do handlu światowego”.
Był typowany na kanclerza w przypadku powodzenia spisku generałów i oficerów z 20 lipca 1944 (prezydentem miał zostać generał Ludwig Beck). Zamach jednak nie powiódł się. Za Goedelerem ogłoszono list gończy. Wyjechał z Berlina, usiłując się ukryć. Początkowo ukrywał się we wsi Myśliwiec w powiecie wąbrzeskim. Później przeniósł się do powiatu kwidzyńskiego. Podczas wizyty na grobie rodziców w Kwidzynie został rozpoznany przez Helenę Schwärzel, która kojarzyła go jeszcze z czasów, gdy był zastępcą burmistrza w Królewcu. Kobieta wypatrzyła go 12 sierpnia 1944 roku jako obcego gościa gospody. Dzięki jej informacji Goerdeler został zadenuncjowany do Gestapo i tego samego dnia aresztowany. 8 września Trybunał Ludowy (Volksgerichtshof) skazał go na karę śmierci, ale przez dłuższy czas wyroku nie wykonywano. Dopiero 2 lutego 1945 Goerdeler został stracony przez powieszenie w berlińskim więzieniu Plötzensee.
Pod koniec sierpnia 1944 denuncjatorka Schwärzel osobiście od Hitlera otrzymała w nagrodę czek na milion marek. W 1946 roku musiała jednak odpowiadać przed sądem za swój donos na Goerdelera. 14 listopada sąd przysięgłych w Berlinie skazał ją na 15 lat ciężkiego więzienia za zbrodnię przeciwko ludzkości. Rok później, w rozprawie rewizyjnej, sąd zmniejszył jej wymiar kary do sześciu lat. Schwärzel była jedyną osobą, która została kiedykolwiek pociągnięta do odpowiedzialności za „Justizmord” na Goerdelerze (poza nią nie skazano żadnego sędziego, prokuratora, gestapowca czy cywila). Była także pierwszą z łącznie 490 donosicieli skazanych w Niemczech po wojnie.